# 誠実性

注意：本稿を「良心 (conscience)」, 「良心的兵役拒否者 (conscientious objector)」, 「意識 (consciousness)」と混同しないこと。

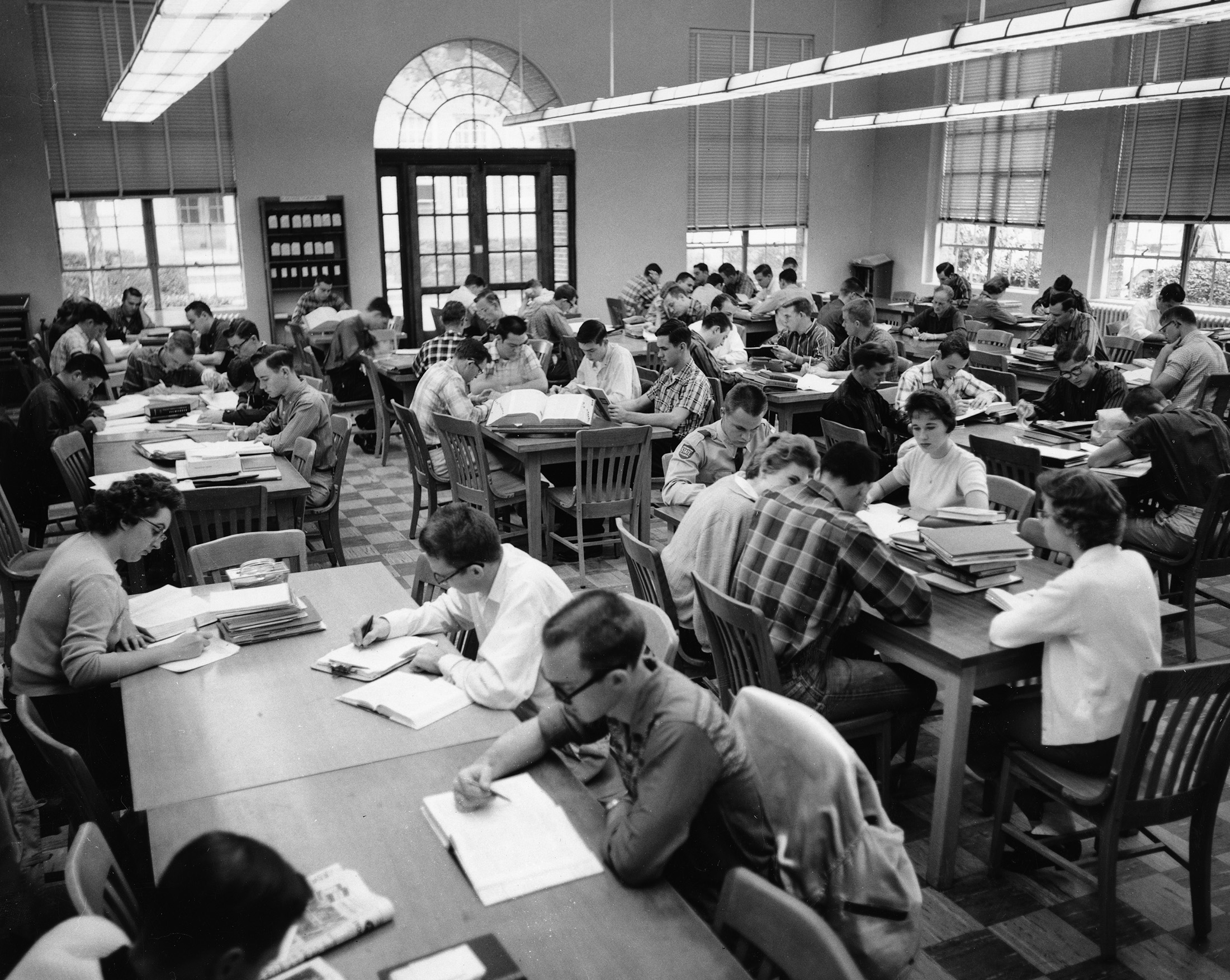
大学図書館で勉強する学生

誠実性（せいじつせい、英: conscientiousness）とは、注意深く、勤勉であるという性格特徴のことである。

## 解説
誠実性の高い性格とは、一つの仕事をきちんとこなそうとする気持ちや、他人に対する義務を真剣に考えていることを意味している。
誠実性の高い人は、効率的で組織化されており、気楽で無秩序な人とは対照的である。自制心を持ち、忠実に行動し、ものごとの達成を目指す傾向があり、突発的な行動ではなく、計画的な行動をとり、一般的に頼りになる人が多い。これは、きちんとしている、系統的であるといった特徴的な行動に表れており、慎重さ、徹底性、熟慮（行動する前に注意深く考える傾向）などの要素も含まれている。
誠実性は、五因子モデルやHEXACOモデルにあるいくつかの特性の一つであり、伝統的に「性格が良い」と言われてきた側面である。誠実性の高い人物は、一般的に勤勉で、信頼できる人である。極端に誠実性が高い人物は、「仕事中毒」や「完璧主義者」、「強迫的」な行動をとることもある。一方で、誠実性が低い人は、のんびりしていて、目標を持たず、成功を目指さない傾向があり、反社会的行動や犯罪行為を行う可能性が高いと言われている。
五因子モデルの因子Ⅲとして知られており、研究者や翻訳者によって呼び方が異なる。日本語の場合、良識性、誠実性、勤勉性、統制性、堅実性などと表記されることがある。また、誠実性（Conscientiousness）の語源はcon- + scienceであり、con-が「と共に」、「完全に」という強意を表し、scienceは「知識」、「学問」を意味している。

## パーソナリティモデル
誠実性は、外向性、神経症傾向、開放性、協調性（OCEANの頭文字）からなる性格のビッグファイブモデル（5因子モデルとも呼ばれる）の5つの主要な次元の1つである。これらの特徴を評価する数多くの性格検査の中には、コスタとマクラエのNEO PI-Rやルイス・ゴールドバーグのNEO-IPIPがある。これらのモデルによると、誠実性のある性格は、分類的な「タイプ」といったものではなく、性格の連続的な次元であると考えられている。
他の性格特性（（低）外向性、（高）協調性、（低）開放性、（低）神経症傾向）は、衝動制御とともに高い誠実性と関連している。行動学的には、低い誠実性は、個人が達成したいと望むことを実行するために自己を動機付けることができないことと関連している。
誠実性が高いことは、C・ロバート・クロニンジャーのTCI理論のような他の性格モデルにも現れ、自己指示性と持続性の両方に関連している。また、キャッテルの16PFモデルでは、ルール意識と完璧主義という具体的な特性を含んでいる。また、ザッカーマンのalternative fiveモデルでは、衝動的な感覚の追求と負の関係にある。誠実性に関連する特性は、様々な企業が入社希望者に実施する自己報告式の誠実さに関するテストでよく評価される。

## ファセット
NEOのフレームワークでは、誠実性には6つの面があるとされている。それらは、達成努力、注意深さ、忠実さ、秩序性、自制力、自己効力感、といったものである。他のモデルでは、より小さな2つの「側面」が提案されている。その2つの側面は秩序性と勤勉性であり、それぞれ組織の中間レベルを形作る。秩序性は物事を整理して整頓したいという欲求と関連し、勤勉性は生産性と労働倫理とより関連している。具体的に誠実性のファセットは次のようになっている。
| 低い値の人の記述                                                           | 低い値の人の記述 |            | 高い値の人の記述 | 高い値の人の記述                                          |
| 説明                                                                       | 言葉             | ファセット | 言葉             | 説明                                                      |
| -------------------------------------------------------------------------- | ---------------- | ---------- | ---------------- | --------------------------------------------------------- |
| 自分の達成したレベルに満足しており、野心的な目標を設定する必要を感じない。 | 満足             | 達成努力   | 意欲的           | 自分に高い目標を設定し、その達成のために 真剣に取り組む。 |
| 決断に慎重で時間を費やすより、すぐに実行する。                             | 大胆             | 注意深さ   | 慎重             | 決断する前に注意深く考え抜く。                            |
| 規則や義務は無視して、やりたいことをやる。                                 | 気楽             | 忠実さ     | 従順             | 規則や義務が不都合であってもまじめに守る。                |
| 日常生活で組織のために時間を多く取らない。                                 | 非組織的         | 秩序性     | 組織的           | 生活の中で組織構造の必要性を強く感じる。                  |
| 長期間、むずかしいことを続けられない。                                     | 中断             | 自制力     | 持続             | きついことにも立ち向かってあきらめない。                  |
| 自分の目標達成能力を疑うことが多い。                                       | 自信がない       | 自己効力感 | 自信がある       | 取り組んだことには成功できると感じる。                    |

## 起源
「勤勉的」「信頼できる」「忍耐強い」といった言葉は、性格の望ましい側面を表している。かつては道徳的な評価であると考えられていたため、誠実性のある性格は現実の心理的属性として見過ごされていた。現在では、誠実性のある性格に個人差があることは、観察者間の一致を調査することで明確になっている。同僚や専門家による評価は、人々が誠実性が高いと自己申告したことを裏付けるものである。さらに、誠実性の自己報告と観察者による評価の両方によって、学業の成功などの現実の成果を予測する。
20世紀のほとんどの心理学者は、性格特性は「気質」と「性格」の2つに分けられると考えていた。気質的特性は生物学的に形成されると考えられ、性格的特性は幼少期や生涯を通じて学習されると考えられていた。FFM（5因子モデル）の登場により、行動遺伝学者は性格特性の全範囲を系統的に研究するようになり、5因子すべてが実質的に遺伝することがすぐに明らかになった。一卵性双生児は、生まれたときから離れて育っていても、非常によく似た性格特性を示し、これは性格特性においても気質特性においても同じように当てはまる。親や地域社会は、誠実性の表現のあり方に影響を与えるが、そのレベルには影響を与えないとされている。

## 測定
誠実性のレベルは、一般的に自己報告を用いて評価されるが、他者からの報告や第三者による観察を用いることもある。自己報告法には、語彙に基づくものと、記述に基づくものがある。どちらのタイプの測定法を研究に用いるかは、心理測定学的特性の評価と、実施する研究の時間的・空間的制約によって決定される。

### 語彙
語彙的尺度は、効率的、体系的といった誠実性の特性を反映した個々の形容詞を使用しており、研究目的では非常に効率よく利用することができる。ゴールドバーグ (1992)は、100語のビッグファイブマーカーの一部として、20語の尺度を開発した。ソーシエ (1994)は、40語のミニマーカーの一部としてより簡単な8語の尺度を開発した。トンプソン (2008)はこれらの尺度を体系的に改訂し、北米内外の集団において優れた妥当性と信頼性を持つ国際的な英語のミニマーカーを開発した。国際的な英語のミニマーカーの誠実性指標の内部一貫性の信頼性は、英語を母国語とする人では0.90、英語を母国語としない人では0.86と報告されている。

### 記述
記述尺度は、語彙尺度よりも多くの単語から構成される傾向があるため、調査のための用紙のスペースを多く必要とし、回答の記入により時間がかかる。回答者は、例えば、物を元の場所に戻すのを忘れることが多いとか、ミスをしないように気をつけているといったことの頻度などを尋ねられる。誠実性の記述尺度の中には、北米の集団において語彙尺度と同様の心理測定的特性を持つものがあるが、一般的にエミックの発達のため、他の集団での使用には適していない。例えば、「Often forget to put things back to its proper place」や「Am careful to avoid making mistakes」などの口語的な北米英語の文は、英語を母国語としない人には理解しにくいため、北米以外の人を対象とした研究では、国際的に検証された測定法の方が適している可能性がある。

## 遺伝と発達

### 遺伝率
4つの双生児研究の平均で誠実性の遺伝率は49%であった。日本の行動遺伝学者の安藤寿康らによる研究では、誠実性の遺伝率は52%となっている。

### 発達
現在、幼児の誠実性についてはほとんど知られていない。それは、誠実性を評価するために一般的に使用されている自己報告書は、その年齢層には適していないためである。しかし、幼少期のこの因子には個人差があると考えられている。例えば、誠実性に関連する特性である集中力、整理性、持続性の問題を特徴とする注意欠陥/多動性障害を持つ子どもがいることが知られている。なお、ADHDは年齢を重ねても治らないことがあるが、ADHDや自閉症などの神経発達障害が良心性やその他の人格特性の発達とどのように関連するかはまだ不明である。縦断的・横断的研究によると、思春期の誠実性は比較的低いが、18歳から30歳の間に上昇することが示唆されている。また、21歳から60歳までの間、誠実性は一般的に年齢とともに増加するが、その増加率は緩やかであることが研究で示されている。
その個人差は強く保持されている。つまり、慎重できちんとした几帳面な30歳の人が、慎重できちんとした几帳面な80歳の人になる可能性は高い。

## 性質

### 知能
誠実性は抽象的推論（-0.26）と言語的推論（-0.23）との間で有意に負の相関を示した。
しかし、大規模な非選択的研究では、関係がないことが判明している。大学などの選択されたサンプルで時々見られる負の関係は、能力が低いと入学のチャンスが減少するが、誠実性が高い学生は、才能よりも努力によってGPAを獲得することから生じている可能性がある。
ある大規模な研究では、流動性知能は誠実性の秩序（-0.15）、自制力（-0.08）、慎重さ（-0.09）の下位因子と有意に負の相関を示した（すべての相関はp＜0.001で有意）。

### 創造性
誠実性の規則正しさ／依存性のサブファクター（秩序、忠実さ、熟考）は創造性と負の相関を示し、勤勉／達成のサブファクターは正の相関を示す。別の研究では、誠実性の秩序のサブファクターで高いスコアを得た人はより革新的な行動を示さないことがわかった。また、グループの誠実性は創造的課題に取り組んでいるグループのパフォーマンスに負の効果を持つ。そして、誠実性の高いメンバーのみからなるグループではオープンエンド問題の解決は困難であるとされる。

### 適応性
2006年の研究では、誠実性のスコアが低い人は、取り組む物事の状況に予期せぬ変更があった場合に、より良い決断をすることがわかった。特に、下位因子である秩序、忠実さ、熟慮は意思決定の質と負の相関を示したが、能力、達成努力、自己規律は相関しなかった。

### 宗教性
一般的な宗教性は、主にビッグファイブの特徴のうち、高い協調性と誠実性と関連していた。

### 社会保健
性格特性に関する各国の比較研究では、誠実性の平均レベルが高い国は誠実性が低い国に比べて貧しく、民主的でなく、平均寿命が短い傾向があることが主に発見されている。一方で、誠実性が低い国は無神論とアルコール摂取の割合がより高かった。先に述べたように、個人レベルでは、誠実性が高いことは、安全、適合性、伝統を重視することと関連している。そして、このような価値観への固執は快適で豊かな生活環境よりも厳しい生活環境下でより適応的である可能性がある。

## 行動

### 日常生活

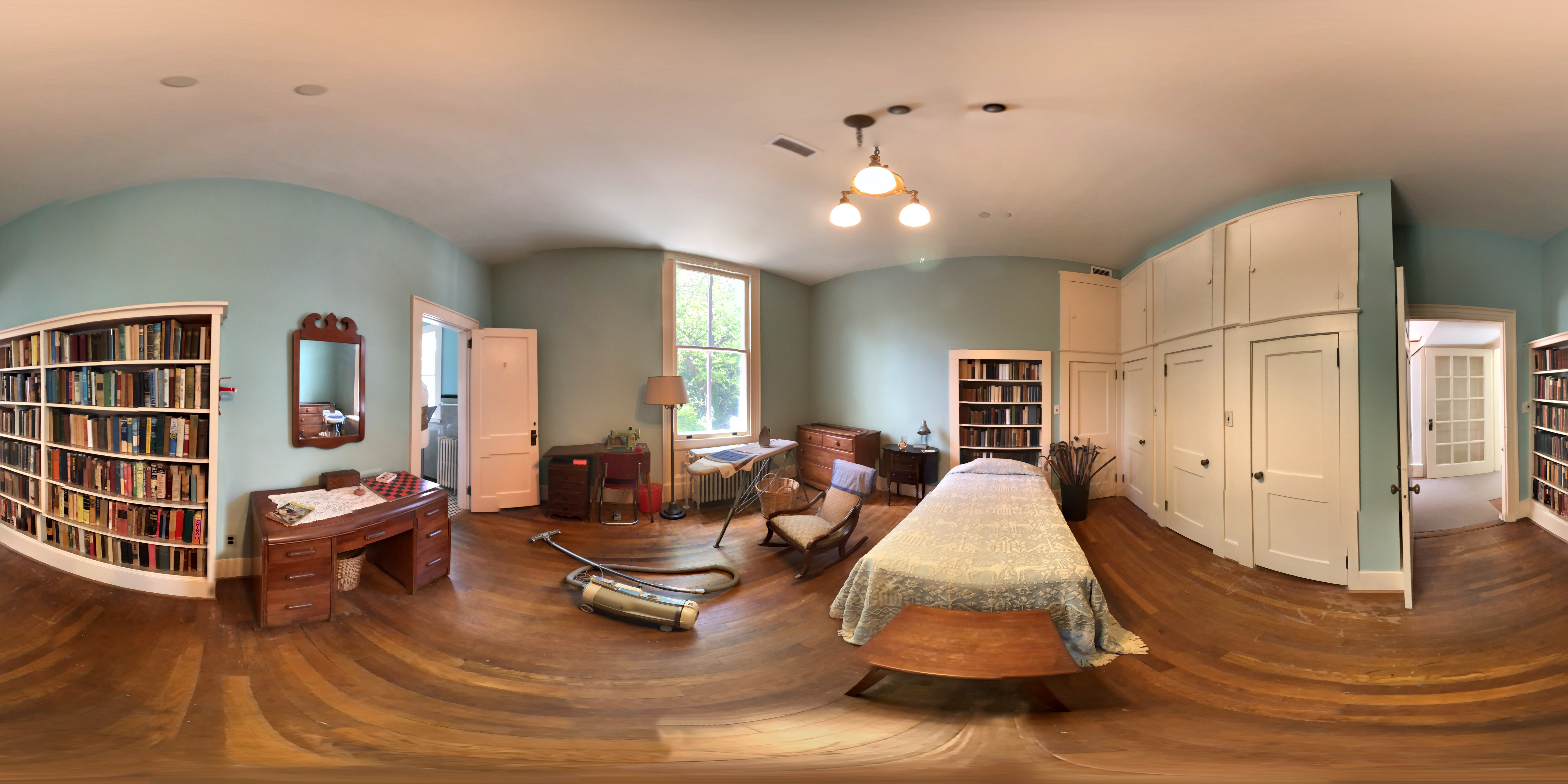
整理整頓された部屋

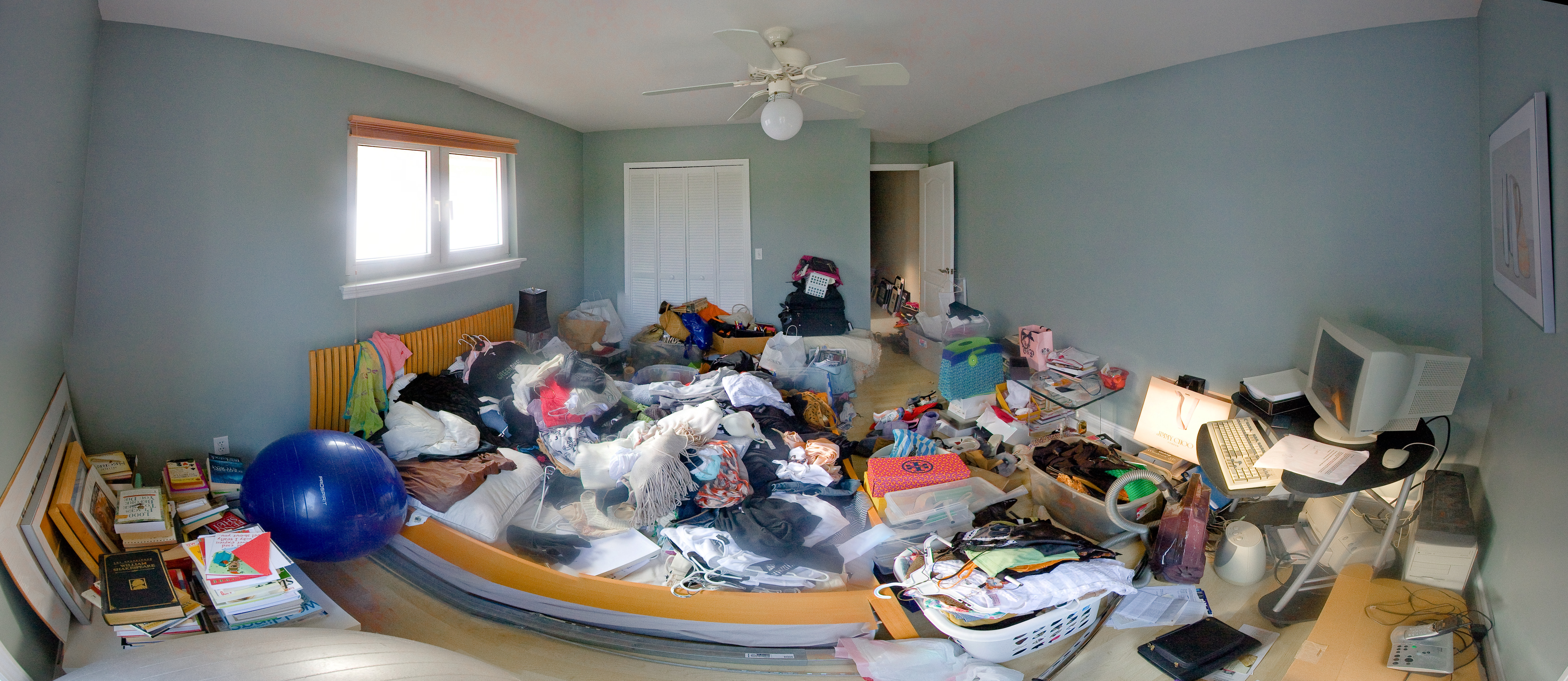
物が散乱している部屋

誠実性の特性が高い人は家庭やオフィスが整理整頓され、あまり散らからない傾向がみられる。例えば、本は部屋中に散らばっているのではなく、アルファベット順にきちんと棚に並んでおり、さらにテーマごとに分類されている傾向がある。また、衣服は床に転がっているのではなく、引き出しやクローゼットに畳んで整理されている傾向がみられる。手帳やToDoリストを利用することも誠実性を示す表徴である。2009年の研究では、誠実性と強く関連する10の行動が科学的に分類された（各行動の末尾の数字は相関係数であり、負の数字は誠実性の高い人がその行動を示す可能性が低いことを意味している）。

### 学業と仕事
誠実性は、学業成績や管理職・労働者の能力と重要な関係がある。誠実性が低い人は先延ばしと強く関連している。かなりの量の研究によって、誠実性は職場での成績と中程度から大きな正の相関があることがわかっており、実際、一般知能を考慮するとビッグファイブの性格特性で誠実性以外の他の4つの特性はキャリアにおける成功を予測することの助けにならないことが示されている:169。誠実性の高い社員は一般により信頼でき、より意欲的で、より勤勉である。また、誠実性の高い社員は欠勤率が低く、窃盗や他の従業員との喧嘩などの非生産的な仕事上の行動も少ない。さらに、誠実性はあらゆる職種における成績とほとんど相関する性格特性である。なお、特に社会的な交流が多い仕事では協調性や情緒的安定性も重要であるかもしれない。また、すべての管理職・リーダーのタイプの中で、最高経営責任者は、誠実性の特性であるルールを守るレベルが最も低い。誠実性が高すぎると、緊急の決断に時間をかけすぎたりすることや、ルールに固執しすぎた結果イノベーションを欠いたまま仕事をすることになりかねないとされる。

### 主観的な幸福
2008年のメタ分析では、誠実性は主観的幸福、特に人生に対する満足度と正の関係があることがわかったため、非常に誠実性が高い人はこの特性で低いスコアを得た人よりも自分の人生に満足している傾向がある。一般的に誠実性は持つべき正の特性として見られるが、最近の研究では、ある状況下では幸福にとって有害である可能性があることが示唆されている。9570人を対象とした4年間の前向き研究において、非常に誠実性が高い人は失業した場合、一般の人と比べて2倍以上苦しんだ。著者らは、これは誠実性の高い人が失業した理由について本来のものとは異なる原因を認めるためか、または失敗の後に強い反応を経験するためかもしれないと示唆した。この発見は、どの特性も本質的にポジティブまたはネガティブではなく、むしろその特性の結果は状況や付随する目標や動機に依存すると考える視点と一致している。

### 人生における諸問題
誠実性が低い人は反社会的行動や犯罪行動、失業、ホームレス、投獄といったこと関連している。また、誠実性が低いことと協調性が低いことは物質乱用とも関連している。さらに、誠実性が低い人はお金を節約することが難しく、誠実性が高い人と異なる借入習慣がみられる。逆に誠実性が高いとより慎重に計画を立てて買い物に行き、必要ないものを衝動買いすることが少ない。なお、誠実性はビジネスとホワイトカラー犯罪と正の相関があることが判明している。

### 健康と長寿
心理学者ルイス・ターマンが1,500人以上の思春期の才能あるカリフォルニアに住む人を対象に1921年に始めた80年前から続く研究によると、「長寿の最も強い予測因子は誠実性である」という。これは、低い誠実性と関連する特定の行動が長寿への影響を与えていると考えられている。また、アルコールの摂取や乱れた食事（肥満を含む）、薬物使用、運動不足、危険な性行動、危険な運転、タバコ使用、自殺、暴力など、死亡の主要原因である9種類の行動は、すべて低い誠実性によって予測される。健康行動は、誠実性における衝動制御の側面よりも、むしろ慣習的な側面とより強く相関している。明らかに、社会規範は健康的な食事や運動、禁煙、適度な飲酒など健康に関連する多くの行動に影響を与え、誠実性が高い人はこれらの規範を最も強く守っている。さらに、誠実性が高い人は定期的に医者にかかる、煙探知機をチェックする、投薬計画を守るといった健康行動 と正の関係をもっている。このような行動は健康をよりよく促進し、病気を予防する可能性がある。

### 人間関係
結婚における人間関係の質は、配偶者の誠実性のレベルと正の相関があり、誠実性が高い人は離婚する確率が低い。例えば、誠実性が高い人は不倫や配偶者虐待、アルコール依存症など、離婚に関連する行動の割合が低いことと関連している。また、誠実性に関連する行動は人間関係の質に直接影響を与える可能性がある。実際に誠実性が低い人は、責任感がなく、配偶者に対する反応が鈍く、見下し、不快な発言を我慢することができない傾向が見られる。一方、誠実性が高い人は対立をうまく処理することができ、不一致を引き起こすことが少ない傾向がみられる。これは、おそらく誠実性の高い人物がよく統制された責任ある行動をとり、批判を引き起こすことが少ないためであると考えられている。

### 政治的態度
誠実性は保守的な政治的態度と関連している。誠実性が高い人物は、アメリカで陪審員に選ばれた際にはその役目を果たす可能性が高いが、選挙で投票をする可能性は低いことが分かっている。誠実性の高い非投票者は熟慮し、自分にはほとんど何もできないと判断して、政治に時間を費やす価値がないと判断している可能性がある。
誠実性は仕事のパフォーマンスに正の関係があり、保守的な（対リベラルな）サービス業従事者はより高い評価、評価、チップを得ることが示されている。

### 政治的態度と権威への服従
右翼権威主義は偏見の最も強力な予測因子の1つであるが、大規模なメタ分析では、誠実性自体は一般的な偏見と相関がないことがわかった。なお、支配に対する反抗は誠実性と有意に負の相関がある。
また誠実性は、規則遵守、従順、誠実と関連している。

## 地理

### アメリカ
誠実性の平均値は、アメリカの州によって異なる。カンザス、ネブラスカ、オクラホマ、ミズーリの各州を含む中央部に住む人々は、他の地域に住む人々より平均点が高い傾向にある。南西部のニューメキシコ州、ユタ州、アリゾナ州の人々も、誠実性が高い性格の持ち主で、平均点が比較的高い。東部の州では、フロリダがこの性格特性でトップ10に入る唯一の州である。誠実性の平均スコアが最も低い4つの州は、降順にロードアイランド、ハワイ、メイン、アラスカであった。

### イギリス
イギリスの住民を対象とした大規模な調査によると、誠実性を含むビッグファイブの平均レベルは、イングランド、ウェールズ、スコットランドの各地域によって異なることがわかった。誠実性は、イングランド南部の大部分、ミッドランド地方の散在する地域、スコットランドのハイランド地方の大部分で高いことがわかった。ロンドン、ウェールズ、イングランド北部の一部では、誠実性の水準が低いことが明らかになった。2005年と2010年の選挙で、地域の平均的な誠実性の水準が高いほど、保守党への投票と正の相関、労働党への投票と負の相関があり、既婚者の割合が高いこと、男女とも平均寿命が長いこと、長期にわたる健康問題が少ないこと、脳卒中、がん、心臓疾患による死亡率が低いことにも相関がみられた。また、その地域で誠実性の高い人が多いことは、2011年の年間所得の中央値が低いことと相関していた。

### 日本
日本の大規模調査のデータセットを用いた二次調査では、日本では誠実性が高い県は群馬県、神奈川県、岐阜県、大阪府、福岡県であり、逆に低い県は、北海道、岩手県、宮城県、富山県、熊本県という結果が分かった。積雪地帯であり継続的な人口流出と高齢化が進む東北地方で神経症傾向が高く誠実性が低い傾向がみられたことは、生活環境が厳しい地域では神経症傾向が高く、誠実性が低いというパターンがみられるマーティン・オブションカらの先行研究と整合的である。